# Malkuth
Malkuth (em hebraico: מלכות) é a última sephirah da árvore da vida cabalística. Ela representa o reino material. Mas malkuth não é só matéria, ela é também é um aspecto psíquico e sutil. Na árvore, ela está localizada no pilar central, conhecido também como pilar do equilíbrio.
O texto yetzirático atribuída a essa sephirah é: "O Décimo Caminho chama-se Inteligência Resplandecente, porque é exaltado sobre todas as cabeças e tem por assento o trono de Binah. Ele ilumina os esplendores de todas as luzes, fazendo emanar a influência do Príncipe dos Rostos, o Anjo de Kether."
Seu símbolo é uma jovem coroada sentada em seu trono. Seu símbolo é dividido em quatro quadrantes diferentes de cores: Citrino, oliva, castanho-avermelhado e preto; sendo o citrino virado para cima, para kether, e o quadrante preto virado para baixo, apontando para as qliphoth. Essas quatro cores também representam os quatro elementos da natureza: Água, ar, fogo e terra. Para aquele que domina essa sephirah, a experiência espiritual que terá será a visão do sagrado anjo guardião, e também o parcial domínio sobre as coisas materiais, seu vício é a avareza e a inércia. O arcanjo dessa esfera é Sandalphon; seu coro angélico são os ashim, almas de fogo; e sua correspondência no microcosmo são os pés, a "raíz" do ser humano por onde sobe a seiva e alimenta árvore da vida. O estudo das sephiroth deve começar de cima para baixo na árvore da vida, e não ao contrário. O estudo deve começar de kether e terminar em malkuth para que haja a devida compreensão sobre eles.

## Correspondência macrocósmica
Sua correspondência no macrocosmo é a concretização da forma. Kether, que é o emanador de tudo, passou por todas as sephirah, materializando-se cada vez mais, e sua última forma foi malkuth. Essa sephirah também é descrita como a mãe inferior, correspondendo a binah, a mãe superior. No sistema solar, malkuth é representado pelo planeta Terra.